# Alex Telles
Alex Nicolao Telles (Caxias do Sul, 15 de dezembro de 1992) é um futebolista brasileiro que atua como lateral-esquerdo. Atualmente, joga pelo Botafogo.

## Carreira

### Juventude
Alex Telles foi revelado pelo Juventude, de Caxias do Sul. Entrou no clube em 2007, no Sub-17 e passou por todas os times da base (Sub-18, Sub-19 e Sub-20). Sua estreia no time principal se deu em partida pelo Campeonato Gaúcho de 2011, contra o São José, no Estádio Alfredo Jaconi. Seu primeiro gol como profissional foi contra o Cruzeiro-RS, no Campeonato Gaúcho, em jogo realizado no Alfredo Jaconi. Nesse mesmo ano defendeu o Juventude no Campeonato Brasileiro da Série D e na Copa do Brasil.
Em 2012, defendeu o Juventude pelo Campeonato Gaúcho 2012, Copa do Brasil 2012, Campeonato Brasileiro Série D 2012 e Copa Federação Gaúcha de Futebol 2012, sendo titular em boa parte da temporada e destaque da equipe no título da Copa Federação Gaúcha de Futebol 2012, quando despertou interesse do Grêmio.

### Grêmio
No início de 2013, o Grêmio contratou Alex Telles para reforçar a equipe na Copa Libertadores, Campeonato Brasileiro, Campeonato Gaúcho e na Copa do Brasil. Durante boa parte do primeiro semestre de 2013, o jogador foi reserva de André Santos. Somente com a saída do ex-lateral da Seleção Brasileira, Alex passou a ter oportunidades na equipe titular. Logo conquistou a confiança do treinador e do torcedor, tornando-se titular absoluto da lateral-esquerda gremista.
O primeiro gol de Alex com a camisa do Grêmio foi anotado em partida contra o Botafogo, no Maracanã, pela 26ª rodada do Campeonato Brasileiro de 2013. O jogador recebeu passe de Cristian Riveros, no bico da grande área, acalmou a bola, levantando-a, e sem deixar cair no chão chutou cruzado, de perna esquerda. A bola acertou o ângulo do goleiro Jefferson, que nada pode fazer. O gol fora considerado um dos mais bonitos da competição, naquele ano.
Ao final do Campeonato Brasileiro de 2013, Alex fora escolhido o melhor lateral-esquerdo da competição, no Prêmio Craque do Brasileirão. Recebeu, também, a Bola de Prata, da revista Placar, também como melhor lateral-esquerdo. Em 20 de dezembro, Alex Telles deixa o Grêmio após um belo 2013 pelo clube. Foram, ao todo, 51 jogos com a camisa tricolor e um gol marcado.

### Galatasaray

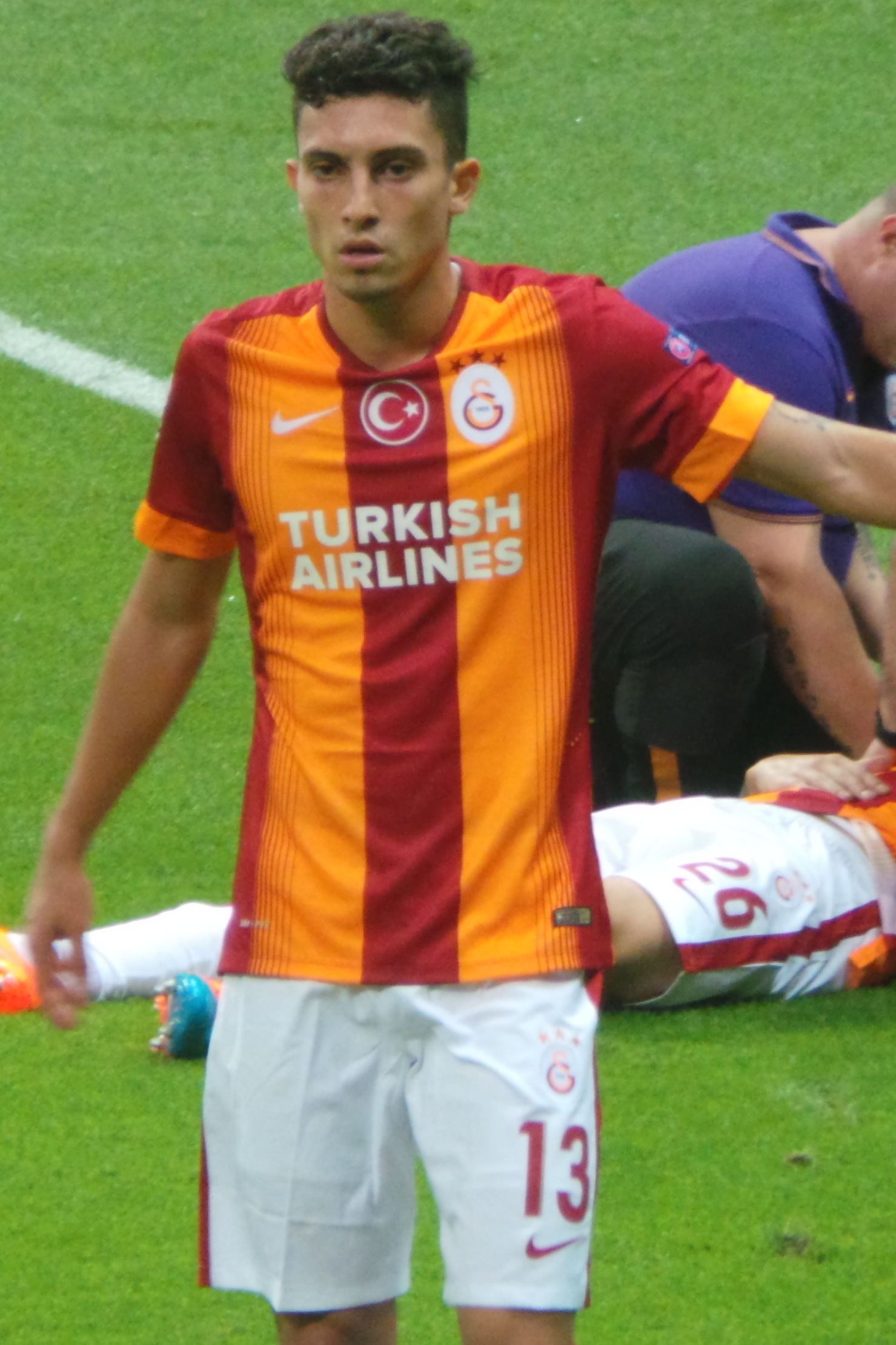
Alex Telles pelo Galatasaray em 2014

No dia 17 de janeiro de 2014, assinou com o Galatasaray, da Turquia. Durante o tempo que jogou pelo clube turco, Alex foi titular absoluto da lateral-esquerda do clube turco, figurando na equipe titular com grandes jogadores, como Wesley Sneijder e Felipe Melo.
Alex marcou o seu primeiro gol pelo clube turco no dia 8 de março de 2014, em partida contra o Akhisar. O jogador recebeu passe dentro da área do holandês Wesley Sneijder, chutando de primeira, com a perna esquerda.
No clube turco, o jogador fez parte de momentos vencedores da equipe em campeonatos locais. Entre 2014 e 2015, o atleta conquistara 4 troféus nacionais, sendo o mais importante deles na temporada 2014–15, pois foi ele quem fez o gol que garantiu a vitória do Galatassaray diante o Sivasspor por 3–2. Nessa mesma rodada, o time subiu da terceira para primeira colocação, permanecendo assim até o final do campeonato.
Seu destaque e títulos conquistados em solo turco fizeram com que outra equipe buscasse a sua contratação no começo da temporada 2015–16. O atleta deixou o time após 60 jogos e 2 gols marcados.

### Internazionale
No dia 31 de agosto de 2015, a Internazionale anunciou a contratação de Alex Telles por empréstimo de um ano, com opção de compra após o fim do contrato.
Sua passagem na Itália foi muito irregular. Ele começou a temporada como titular, jogando cinco partidas em sequência durante a Série A, contudo, ao longo da temporada foi perdendo a posição para o experiente Yuto Nagatomo na lateral-esquerda. A equipe chegou a liderar o Campeonato por algumas rodadas, mas a perdeu enquanto o jogador brasileiro esteve no banco de reservas durante a 19ª partida.
Ele recuperou o posto de titular durante o começo de 2016, mas deixou de participar de vários jogos após ser suspenso com cartão vermelho na 25ª rodada. A partir daí, ele foi constantemente um suplente não utilizado sob o comando de Roberto Mancini (com quem já havia trabalhado no Galatasaray).
Apesar de ter feito apenas 22 partidas na equipe italiana, o atleta julgou que seu tempo no lugar foi importante para sua evolução no futebol europeu:
| “                                                      | São duas escolas diferentes, com futebol bem jogado. Na Itália, é muito mais estudado, muito mais tática. Na Turquia também. Quando cheguei a Istambul, o técnico Roberto Mancini me deu todo o suporte e acabou me ajudando. Foram temporadas muito boas, acabei aprendendo muita coisa, principalmente no setor defensivo, e acabei crescendo neste sentido. No Brasil, tinha essa característica de subir ao ataque, já tinha dado boas assistências, e foi sempre o meu diferencial. Acabei aperfeiçoando isso no futebol europeu e trabalhei mais a parte defensiva. Não tenho dúvida que foi lapidado toda essa qualidade que busco ter. | ” |
| — Alex Telles, sobre ter jogado na Turquia e na Itália | |   |

### Porto
No dia 12 de julho de 2016, o Galatasaray anunciou, por meio de seu site oficial, a venda de Alex Telles ao Porto.
Em 6 de março de 2019, o jogador marcou contra a Roma em partida válida pela Liga dos Campeões da UEFA. O jogo terminou 3–1 para o Porto e garantiu a vaga nas quartas de final.
Na temporada 2019–20 foi novamente considerado o melhor lateral-esquerdo, conquistando a dobradinha: Campeão Nacional e Taça de Portugal. Nessa mesma temporada foi o melhor marcador dos azuis e brancos com 13 gols e sete assistências sendo sempre muito decisivo nos jogos.
No início da temporada 2020–21, fez história pelo Porto ao tornar-se o defensor que mais balançou as redes, com 26 gols em 193 jogos.
Após quatro temporadas, entre 2016 e 2020, Telles deixou o Porto onde atuou em 194 partidas, com 26 gols marcados e 57 assistências.

### Manchester United

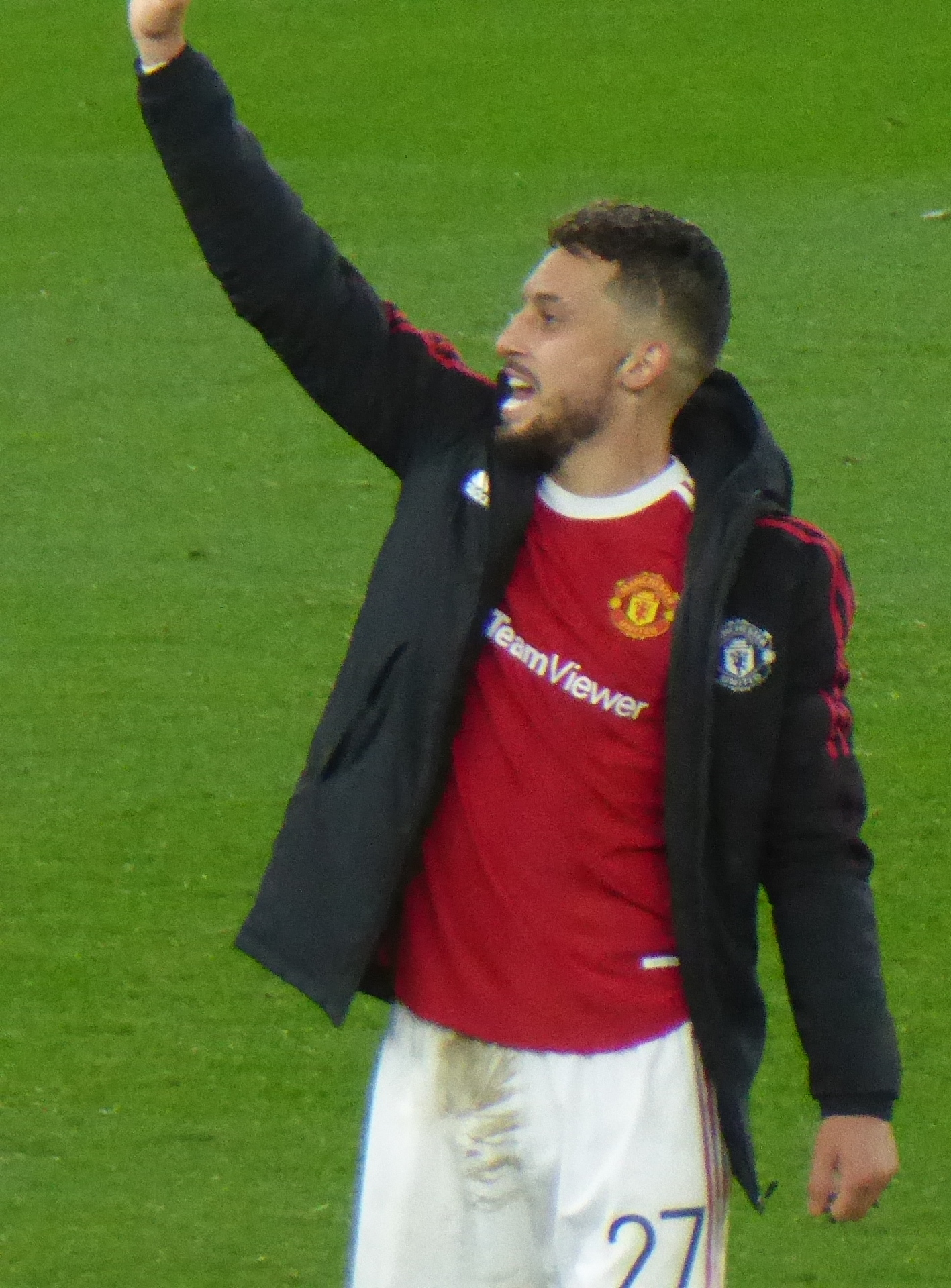
Alex Telles pelo United em 2021

Foi anunciado oficialmente como reforço do Manchester United no dia 4 de outubro de 2020, por cerca de 15 milhões de euros. O brasileiro assinou contrato por quatro temporadas, com opção de renovar por mais uma.
| “                                             | Ingressar em um clube com o prestígio do Manchester United é uma grande honra. Você tem que trabalhar muito para chegar a este ponto em sua carreira e agora que cheguei a este clube, posso prometer que farei o meu melhor para alcançar o sucesso aqui. | ” |
| — Alex Telles, em entrevista ao site do clube | |   |

Em 20 de outubro de 2020, Alex Telles fez sua estreia pelo Manchester United na partida da fase de grupos da Liga dos Campeões contra o Paris Saint-Germain.
Em sua primeira temporada pelos Red Devil's, Alex nunca conseguiu se impor, apesar de ter sido utilizado em 24 partidas, na época.
No dia 29 de setembro de 2021, Alex marcou  seu primeiro gol pelo Manchester United na vitória por 2 a 1 sobre o Villarreal, da Espanha, pela Liga dos Campeões.
Em sua segunda temporada em Manchester, Alex Telles fez 26 partidas, com 2.025 minutos em campo. O jogador fez um gol e deu quatro assistências.
Alex Telles chegou com muita expectativa porém não conseguiu exibir o bom futebol dos tempos de Porto, assim só foi utilizado nas ausências de Luke Shaw pelo time inglês, encerrando sua passagem com 50 jogos, com um gol marcado e oito assistências.

### Sevilla
O Sevilla anunciou a contratação de Alex Telles no dia 8 de agosto de 2022. O jogador assinou por empréstimo até 2023, e o clube espanhol pagou dois milhões de euros pela negociação.
| “                                       | Estou muito contente de estar em um grande clube. Realmente, as coisas foram muito rápidas, mas desde o momento que chegou a possibilidade de vir para cá não pensei duas vezes. Agora estou focado para esta semana, já que começa o Campeonato Espanhol | ” |
| — Alex Telles, durante sua apresentação | |   |

Alex estreou pelo Sevilla numa derrota por 2–1 para o Osasuna, no dia 12 de agosto, em jogo válido pela 1ª rodada do Campeonato Espanhol.
Alex Telles foi um dos destaques do Sevilla na conquista da Liga Europa. Nesse ínterim, jogou em 37 oportunidades. Além disso, fez três assistências com a camisa Blanquirroja, porém deixou o clube no final da temporada.

### Al-Nassr
Em 23 de julho de 2023, Alex Telles foi apresentado pelo Al Nassr, assinando um contrato válido até 2025. Segundo a imprensa europeia, o valor da transferência foi cerca de 7 milhões de euros (R$ 38 milhões).
No dia 25 de julho, o treinador Luís Castro promoveu a estreia do lateral num amistoso de pré-temporada contra o Paris Saint-Germain, que empataram em 0–0 no Japão.
Apesar de ter sido bastante aproveitado na temporada 2023–24, tendo atuado em 40 partidas, Alex Telles teve seu contrato rescindido de maneira amigável no dia 2 de setembro de 2024. O jogador possuía vínculo com o clube saudita até junho de 2025.

### Botafogo
Foi anunciado oficialmente pelo Botafogo no dia 3 de setembro de 2024, assinando contrato até dezembro de 2026. Alex Telles debutou com a camisa do Glorioso na vitória sobre o Corinthians por 2 a 1, no Nilton Santos jogo válido pela 26ª rodada do Campeonato Brasileiro. O primeiro gol de Telles pelo Botafogo foi o segundo gol da vitória do Botafogo por 3 a 1 diante do Atlético Mineiro, na decisão da Copa Libertadores da América, em 30 de novembro de 2024, no Estádio Mâs Monumental em Buenos Aires.
O lateral também venceu o Campeonato Brasileiro, participando da vitória de 2 a 1 contra o São Paulo.

## Seleção Brasileira
No dia 15 de março de 2019, Alex Telles recebeu a sua primeira convocação para a Seleção Brasileira, sendo chamado para substituir Filipe Luís, que havia se lesionado. Realizou sua estreia pela Seleção no dia 23 de março, num empate em 1–1 contra o Panamá.
Em 18 de outubro de 2020, foi convocado para os confrontos contra Bolívia e Peru, pelas Eliminatórias da Copa do Mundo.
No dia 13 de janeiro de 2022, foi chamado para os jogos contra Equador e Paraguai, também pelas Eliminatórias. Meses depois, no dia 9 de outubro, foi convocado para os jogos amistosos contra Gana e Tunísia. O lateral-esquerdo participou dos dois jogos, sendo elogiado pelo técnico Tite pelas boas atuações.

### Copa do Mundo de 2022
Em 7 de novembro de 2022, foi convocado por Tite para a Copa do Mundo realizada no Catar. Alex Telles fez sua estreia no Mundial no dia 28 de novembro, na vitória por 1–0 sobre a Suíça que garantiu a classificação do Brasil para as oitavas de final do torneio.
Sua segunda participação na Copa do Mundo foi na derrota por 1–0 para Camarões, no Estádio Nacional de Lusail, no último jogo válido pela fase de grupos. No entanto, o jogador brasileiro foi substituído após sofrer uma lesão em uma disputa com o volante André-Frank Zambo Anguissa. Em 3 de dezembro, foi anunciado que Alex estaria fora da Copa e teria que passar por uma cirurgia no joelho.

## Estatísticas

### Clubes
Abaixo estão listados todos os jogos, gols e assistências do futebolista por clubes.
| Clube             | Temporada         | Campeonato nacional | Campeonato nacional | Campeonato nacional | Copa nacional[a] | Copa nacional[a] | Copa nacional[a] | Competições continentais[b] | Competições continentais[b] | Competições continentais[b] | Outros torneios[c] | Outros torneios[c] | Outros torneios[c] | Total | Total | Total   |
| Clube             | Temporada         | Jogos               | Gols                | Assist.             | Jogos            | Gols             | Assist.          | Jogos                       | Gols                        | Assist.                     | Jogos              | Gols               | Assist.            | Jogos | Gols  | Assist. |
| ----------------- | ----------------- | ------------------- | ------------------- | ------------------- | ---------------- | ---------------- | ---------------- | --------------------------- | --------------------------- | --------------------------- | ------------------ | ------------------ | ------------------ | ----- | ----- | ------- |
| Juventude         | 2011              | 4                   | 1                   | 0                   | —                | —                | —                | —                           | —                           | —                           | 11                 | 0                  | 0                  | 15    | 1     | 0       |
| Juventude         | 2012              | 9                   | 1                   | 0                   | 2                | 0                | 0                | —                           | —                           | —                           | 4                  | 0                  | 0                  | 15    | 1     | 0       |
| Juventude         | Total             | 13                  | 2                   | 0                   | 2                | 0                | 0                | —                           | —                           | —                           | 15                 | 0                  | 0                  | 30    | 2     | 0       |
| Grêmio            | 2013              | 36                  | 1                   | 3                   | 6                | 0                | 0                | 3                           | 0                           | 1                           | 6                  | 0                  | 0                  | 51    | 1     | 4       |
| Grêmio            | Total             | 36                  | 1                   | 3                   | 6                | 0                | 0                | 3                           | 0                           | 1                           | 6                  | 0                  | 0                  | 51    | 1     | 4       |
| Galatasaray       | 2013–14           | 15                  | 1                   | 2                   | 4                | 0                | 0                | 2                           | 0                           | 0                           | —                  | —                  | —                  | 21    | 1     | 2       |
| Galatasaray       | 2014–15           | 22                  | 1                   | 0                   | 8                | 0                | 1                | 5                           | 0                           | 0                           | 1                  | 0                  | 0                  | 36    | 1     | 1       |
| Galatasaray       | 2015–16           | 2                   | 0                   | 1                   | —                | —                | —                | —                           | —                           | —                           | 1                  | 0                  | 0                  | 3     | 0     | 1       |
| Galatasaray       | Total             | 39                  | 2                   | 3                   | 12               | 0                | 1                | 7                           | 0                           | 0                           | 2                  | 0                  | 0                  | 60    | 2     | 4       |
| Internazionale    | 2015–16           | 21                  | 0                   | 1                   | 1                | 0                | 0                | —                           | —                           | —                           | —                  | —                  | —                  | 22    | 0     | 1       |
| Internazionale    | Total             | 21                  | 0                   | 1                   | 1                | 0                | 0                | —                           | —                           | —                           | —                  | —                  | —                  | 22    | 0     | 1       |
| Porto             | 2016–17           | 32                  | 1                   | 8                   | 4                | 0                | 0                | 9                           | 0                           | 2                           | —                  | —                  | —                  | 45    | 1     | 10      |
| Porto             | 2017–18           | 30                  | 3                   | 13                  | 8                | 0                | 1                | 7                           | 1                           | 1                           | —                  | —                  | —                  | 45    | 4     | 15      |
| Porto             | 2018–19           | 33                  | 4                   | 8                   | 9                | 1                | 2                | 10                          | 1                           | 3                           | 1                  | 0                  | 0                  | 53    | 6     | 13      |
| Porto             | 2019–20           | 31                  | 11                  | 8                   | 8                | 2                | 2                | 10                          | 0                           | 2                           | —                  | —                  | —                  | 49    | 13    | 12      |
| Porto             | 2020–21           | 3                   | 2                   | 2                   | —                | —                | —                | —                           | —                           | —                           | —                  | —                  | —                  | 3     | 2     | 2       |
| Porto             | Total             | 129                 | 21                  | 39                  | 29               | 3                | 5                | 36                          | 2                           | 8                           | 1                  | 0                  | 0                  | 195   | 26    | 52      |
| Manchester United | 2020–21           | 9                   | 0                   | 2                   | 4                | 0                | 1                | 11                          | 0                           | 0                           | —                  | —                  | —                  | 24    | 0     | 3       |
| Manchester United | 2021–22           | 21                  | 0                   | 4                   | 1                | 0                | 0                | 4                           | 1                           | 0                           | —                  | —                  | —                  | 26    | 1     | 4       |
| Manchester United | Total             | 30                  | 0                   | 6                   | 5                | 0                | 1                | 15                          | 1                           | 0                           | —                  | —                  | —                  | 50    | 1     | 7       |
| Sevilla           | 2022–23           | 26                  | 0                   | 2                   | 0                | 0                | 0                | 11                          | 0                           | 1                           | —                  | —                  | —                  | 37    | 0     | 3       |
| Sevilla           | Total             | 26                  | 0                   | 2                   | 0                | 0                | 0                | 11                          | 0                           | 1                           | —                  | —                  | —                  | 37    | 0     | 3       |
| Al-Nassr          | 2023–24           | 14                  | 2                   | 2                   | 2                | 0                | 1                | 7                           | 0                           | 1                           | —                  | —                  | —                  | 23    | 2     | 4       |
| Al-Nassr          | Total             | 14                  | 2                   | 2                   | 2                | 0                | 1                | 7                           | 0                           | 1                           | —                  | —                  | —                  | 23    | 2     | 4       |
| Total na carreira | Total na carreira | 308                 | 28                  | 56                  | 57               | 3                | 8                | 79                          | 3                           | 11                          | 24                 | 0                  | 0                  | 468   | 34    | 75      |

- a. ^ Jogos da Copa do Brasil, Copa da Túrquia, Copa da Itália, Taça de Portugal, Taça da Liga, Copa da Inglaterra, Copa da Liga Inglesa e Copa del Rey
- b. ^ Jogos da Copa Libertadores, Liga dos Campeões da UEFA e Liga Europa
- c. ^ Jogos do Campeonato Gaúcho, Supercopa da Túrquia e Supertaça de Portugal

### Seleção Brasileira
Abaixo estão listados todos os jogos, gols e assistências do futebolista pela Seleção Brasileira.
Seleção Principal
| Ano               | Copa do Mundo | Copa do Mundo | Copa do Mundo | Qualificação Mundial | Qualificação Mundial | Qualificação Mundial | Amistosos | Amistosos | Amistosos | Total | Total | Total   |
| Ano               | Jogos         | Gols          | Assist.       | Jogos                | Gols                 | Assist.              | Jogos     | Gols      | Assist.   | Jogos | Gols  | Assist. |
| ----------------- | ------------- | ------------- | ------------- | -------------------- | -------------------- | -------------------- | --------- | --------- | --------- | ----- | ----- | ------- |
| 2019              | —             | —             | —             | —                    | —                    | —                    | 1         | 0         | 0         | 1     | 0     | 0       |
| 2020              | —             | —             | —             | 3                    | 0                    | 0                    | —         | —         | —         | 3     | 0     | 0       |
| 2022              | 2             | 0             | 0             | 2                    | 0                    | 0                    | 2         | 0         | 0         | 6     | 0     | 0       |
| 2023              | —             | —             | —             | —                    | —                    | —                    | 2         | 0         | 0         | 2     | 0     | 0       |
| Total na carreira | 2             | 0             | 0             | 5                    | 0                    | 0                    | 5         | 0         | 0         | 12    | 0     | 0       |

## Títulos
Juventude
- Copa FGF: 2011 e 2012

Galatasaray
- Copa da Turquia: 2013–14 e 2014–15
- Süper Lig: 2014–15
- Supercopa da Turquia: 2015

Porto
- Primeira Liga: 2017–18 e 2019–20
- Taça de Portugal: 2019–20[61]
- Supertaça Cândido de Oliveira: 2018[62]

Sevilla
- Liga Europa da UEFA: 2022–23[63]

Al-Nassr
- Liga dos Campeões Árabes: 2023[64]

Botafogo
- Copa Libertadores da América: 2024[41]
- Campeonato Brasileiro: 2024[42]

### Prêmios individuais
- Prêmio Craque do Brasileirão: 2013[5]
- Bola de Prata da revista Placar: 2013[65][6]
- Equipe do Ano da SJPF Primeira Liga: 2016[66] e 2017[67]
- Equipe do Ano da Primeira Liga: 2017–18,[68] 2018–19[69] e 2019–20[70]
- Jogador do Ano do Porto: 2018[71]
- Equipe da temporada da Copa Libertadores da América: 2024[72]
- Seleção da Temporada (Troféu Mesa Redonda): 2024[73]
- Equipe Ideal da América (El País): 2024[74]